# Ernest Martin
Ernest Martin (1878) è stato un nuotatore e pallanuotista francese.

## Carriera
Partecipò alle gare di pallanuoto e di nuoto della II Olimpiade di Parigi del 1900. Nella gara dei 4000 metri stile libero raggiunse il settimo posto mentre nel torneo di pallanuoto la sua squadra fu eliminata alla prima partita.